# Scuderia Toro Rosso STR14
Der Scuderia Toro Rosso STR14 ist der Formel-1-Rennwagen von Toro Rosso für die Formel-1-Weltmeisterschaft 2019. Er ist der 14. Formel-1-Wagen des Teams und wurde am 11. Februar 2019 online präsentiert.

## Technik und Entwicklung
Wie alle Formel-1-Fahrzeuge des Jahres 2019 ist der STR14 ein hinterradangetriebener Monoposto mit einem Monocoque aus kohlenstofffaserverstärktem Kunststoff (CFK). Außer dem Monocoque bestehen auch viele weitere Teile des Fahrzeugs, darunter die Karosserieteile und das Lenkrad aus CFK. Auch die Bremsscheiben sind aus einem mit Kohlenstofffasern verstärkten Verbundwerkstoff hergestellt.
Der STR14 ist das Nachfolgemodell des Scuderia Toro Rosso STR13. Obwohl das technische Reglement zur Saison 2019 weitgehend stabil blieb, ist das Fahrzeug größtenteils eine Neuentwicklung, bei der – im Rahmen des technischen Reglements – Teile des Modells RB14 aus dem Schwesterteam Red Bull Racing verwendet werden.
Der Wagen ist ein Hybridelektrokraftfahrzeug. Er hat einen 1,6-Liter-V6-Mittelmotor von Honda mit Turbolader und einen 120 kW starken Elektromotor. Das sequentielle Getriebe des Wagens hat acht Gänge. Der Gangwechsel wird über Schaltwippen am Lenkrad ausgelöst. Hersteller des Getriebes ist Red Bull Racing. Der Wagen hat wie die Fahrzeuge der Mitbewerber zwei Pedale, rechts das Gaspedal, links das Bremspedal. Die Kupplung, die der Fahrer nur beim Anfahren aus dem Stand betätigt, wird über einen Hebel am Lenkrad bedient. 
Die Gesamtbreite des Fahrzeugs beträgt 2000 mm, die Breite zwischen Vorder- und Hinterachse 1600 mm, die Höhe 950 mm. Der Frontflügel hat eine Breite von 2000 mm, der Heckflügel von 1050 mm sowie eine Höhe von 820 mm. Der Diffusor hat eine Gesamthöhe von 175 mm sowie eine Breite von 1050 mm. Der Wagen ist mit 305 mm breiten Vorderreifen und mit 405 mm breiten Hinterreifen des Einheitslieferanten Pirelli ausgestattet, die auf 13-Zoll-Rädern montiert sind.
Der STR14 hat, wie alle Formel-1-Fahrzeuge seit 2011, ein Drag Reduction System (DRS), das durch Flachstellen eines Teils des Heckflügels den Luftwiderstand des Fahrzeugs auf den Geraden verringert, wenn es eingesetzt werden darf. Auch das DRS wird mit einem Schalter am Lenkrad des Wagens aktiviert.
Der STR14 ist mit dem Halo-System ausgestattet, das einen zusätzlichen Schutz für den Kopf des Fahrers bietet.

## Lackierung und Sponsoring
Der STR14 ist überwiegend in Blau lackiert, dazu gibt es einen roten Streifen auf der Fahrzeugseite sowie rote Seitenplatten an Front- und Heckflügel. Das Logo von Hauptsponsor Red Bull ist in silberfarbig auf der Motorabdeckung angebracht, auch der Schriftzug von Red Bull auf Front- und Heckflügel sowie den Seitenkästen ist silberfarben.
Es werben außerdem noch Casio (mit der Marke Edifice), Motorenlieferant Honda, Moose Cider und Pirelli auf dem Fahrzeug.

## Fahrer
Toro Rosso trat in der Saison 2019 zunächst mit den Fahrern Daniil Kwjat und Alexander Albon an. Kwjat war 2018 Simulatorfahrer bei Ferrari und ersetzt Pierre Gasly, der zum Schwesterteam Red Bull Racing wechselt, Albon gab sein Debüt in der Formel-1-Weltmeisterschaft und ersetzte Brendon Hartley.
Zum Großen Preis von Belgien kehrte Gasly zur Scuderia Toro Rosso zurück und ersetzte Albon, der seinerseits zu Red Bull Racing wechselte.

## Ergebnisse
| Fahrer                          | Nr.                             | 1  | 2  | 3   | 4   | 5  | 6 | 7   | 8  | 9  | 10 | 11 | 12 | 13 | 14  | 15 | 16 | 17 | 18 | 19  | 20 | 21 | Punkte | Rang |
| ------------------------------- | ------------------------------- | -- | -- | --- | --- | -- | - | --- | -- | -- | -- | -- | -- | -- | --- | -- | -- | -- | -- | --- | -- | -- | ------ | ---- |
| Formel-1-Weltmeisterschaft 2019 | Formel-1-Weltmeisterschaft 2019 |    |    |     |     |    |   |     |    |    |    |    |    |    |     |    |    |    |    |     |    |    | 85     | 6.   |
| D. Kwjat                        | 26                              | 10 | 12 | DNF | DNF | 9  | 7 | 10  | 14 | 17 | 9  | 3  | 15 | 7  | DNF | 15 | 12 | 10 | 11 | 12  | 10 | 9  | 85     | 6.   |
| P. Gasly                        | 10                              |    |    |     |     |    |   |     |    |    |    |    |    | 9  | 11  | 8  | 14 | 7  | 9  | 16* | 2  | 18 | 85     | 6.   |
| A. Albon                        | 23                              | 14 | 9  | 10  | 11  | 11 | 8 | DNF | 15 | 15 | 12 | 6  | 10 |    |     |    |    |    |    |     |    |    | 85     | 6.   |

| Legende  | Legende            | Legende                                                          |
| Farbe    | Abkürzung          | Bedeutung                                                        |
| -------- | ------------------ | ---------------------------------------------------------------- |
| Gold     | –                  | Sieg                                                             |
| Silber   | –                  | 2. Platz                                                         |
| Bronze   | –                  | 3. Platz                                                         |
| Grün     | –                  | Platzierung in den Punkten                                       |
| Blau     | –                  | Klassifiziert außerhalb der Punkteränge                          |
| Violett  | DNF                | Rennen nicht beendet (did not finish)                            |
| Violett  | NC                 | nicht klassifiziert (not classified)                             |
| Rot      | DNQ                | nicht qualifiziert (did not qualify)                             |
| Rot      | DNPQ               | in Vorqualifikation gescheitert (did not pre-qualify)            |
| Schwarz  | DSQ                | disqualifiziert (disqualified)                                   |
| Weiß     | DNS                | nicht am Start (did not start)                                   |
| Weiß     | WD                 | zurückgezogen (withdrawn)                                        |
| Hellblau | PO                 | nur am Training teilgenommen (practiced only)                    |
| Hellblau | TD                 | Freitags-Testfahrer (test driver)                                |
| ohne     | DNP                | nicht am Training teilgenommen (did not practice)                |
| ohne     | INJ                | verletzt oder krank (injured)                                    |
| ohne     | EX                 | ausgeschlossen (excluded)                                        |
| ohne     | DNA                | nicht erschienen (did not arrive)                                |
| ohne     | C                  | Rennen abgesagt (cancelled)                                      |
| ohne     | keine WM-Teilnahme |                                                                  |
| sonstige | P/fett             | Pole-Position                                                    |
| sonstige | 1/2/3/4/5/6/7/8    | Punktplatzierung im Sprint-/Qualifikationsrennen                 |
| sonstige | SR/kursiv          | Schnellste Rennrunde                                             |
| sonstige | *                  | nicht im Ziel, aufgrund der zurückgelegten Distanz aber gewertet |
| sonstige | ()                 | Streichresultate                                                 |
| sonstige | unterstrichen      | Führender in der Gesamtwertung                                   |